# Михайлов, Виктор Александрович
Виктор Александрович Михайлов (род. 14 ноября 1935, хутор Манойлин, Клетский район, Волгоградская область) — юрист, специалист в области уголовного судопроизводства и криминалистической тактики; выпускник Воронежского государственного университета (1962), доктор юридических наук с диссертацией о мерах пресечения (1996); профессор Академии управления МВД России (1992); полковник милиции и Заслуженный деятель науки РФ (1998).

## Биография
Виктор Михайлов родился 14 ноября 1935 года на хуторе Манойлин, располагавшемся в Клетском районе Сталинградской области (сегодня — Волгоградская область). В 1962 году он стал выпускником юридического факультета Воронежского государственного университета имени Ленинского комсомола (ВГУ; с отличием) и в январе 1968 года начал служить в органах внутренних дел СССР. В июне 1968 года защитил в ВГУ кандидатскую диссертацию, научным руководителем которой являлся профессор Владимир Чугунов, по теме «Прокурорский надзор за прекращением уголовных дел на предварительном следствии в советском уголовном процессе» — стал кандидатом юридических наук.
В 1980 году Михайлов занялся научно-педагогической работой — начал работать в Академии МВД СССР (в дальнейшем — Академии управления МВД России). В 1992 году он стал профессором на кафедре управления органами расследования преступлений, являвшейся частью Академии управления. В июле 1996 года успешно защитил в Академии МВД докторскую диссертацию по теме «Меры пресечения в уголовном судопроизводстве» — стал доктором юридических наук; до данным МВД РФ, он создал «научную школу комплексного исследования проблем борьбы с преступностью в досудебном и судебном производстве по уголовным делам». В ноябре 2002 года вышел в отставку в звании полковника милиции.
В период с 2004 по 2009 год Михайлов занимал позицию профессора на кафедре правовых дисциплин в Институте защиты предпринимателей, являвшемся частью Государственного университета управления. В 2009 году стал профессором на кафедре уголовно-правовых дисциплин, относившейся к юридическому факультету Российской таможенной академии. Начиная с 1992 года он также являлся профессором (по совместительству) в ряде московских университетов, включая Московский государственный институт международных отношений (МГИМО) МИД России и Российскую экономическую академию имени Г. В. Плеханова. Являлся главным редактором и составителем юридического журнала «Публичное и частное право». В период с 1968 по 1983 год участвовал в организации научно-практических конференций и семинаров, проводившихся для следственных работников МВД СССР, а также — в научно-теоретических конференциях, проводившихся для профессорско-преподавательского состава советских юридических ВУЗов.
Михайлов был избран народным заседателем в Ленинградском районном суде Москвы и являлся народным заседателем в Городском суде Москвы. Он также состоял членом ученых советов как в Высшей следственной школе МВД СССР, так и в Академии управления МВД РФ; входил в состав диссертационных советов, работавших при Институте государства и права (ИГП) АН СССР / РАН, а также — при Академии управления МВД РФ. Участвовал в работе научно-консультативного совета, созданного при Следственном комитете МВД РФ, и являлся экспертом в совета комитета по безопасности Госдумы России — проводил экспертизу как проектов федеральных законов РФ, так и проектов постановлений, выпускавшихся пленумом российского Верховного суда.
В 2009 году Михайлов стал действительным членом Академии педагогических и социальных наук; за три года до этого стал почетным профессором Академии МВД Кыргызской Республики. В ноябре 1998 года ему было присвоено почетное звание «Заслуженный деятель науки Российской Федерации».

## Работы
Виктор Михайлов является автором и соавтором более 450 научных работ, включая восемнадцать монографий, одиннадцать учебников и 37 учебных пособий; он подготовил 27 выпусков юридического журнала «Публичное и частное право»; под его руководством и при его консультации были защищены 24 кандидатские и 7 докторских диссертаций:
- «Уголовно-процессуальные меры пресечения в судопроизводстве Российской Федерации» (М., 1997);
- «Методологические основы мер пресечения» (М., 1998);
- «Криминалистика» (М., 1999);
- «Правоохранительные органы России» (М., 2001);
- «Судебная экспертиза по новому законодательству России» (М., 2003);
- «Уголовное судопроизводство» (М., 2004).